# Iwaniska
Iwaniska est un village de la voïvodie de Sainte-Croix et du powiat d'Opatów en  Pologne. Il est le siège de la gmina d’Iwaniska et comptait 1 300 habitants en 2006.